# 深津貴之 (デザイナー)
深津貴之（ふかつ たかゆき、1979年（昭和54年）6月26日 - ）は、日本のインタラクションデザインデザイナー。
note株式会社CXO、株式会社THE GUILD代表取締役、一般社団法人UXインテリジェンス協会理事、横須賀市AI戦略アドバイザー、Stability AI Japanアドバイザー。

## 経歴
神奈川県横須賀市出身。武蔵工業大学環境情報学部卒業。
小学1年生でパソコンに触れ、小学校中学年でプログラミングを始める。中学校・高校でもプログラミングを続け、武蔵工業大学環境情報学部へ進学。大学で都市情報デザインを学んだのち、セントラル・セント・マーチンズへ留学しプロダクトデザインを学ぶ。
その後セントラル・セント・マーチンズを中退し、2005年に株式会社Thaへ入社。2009年4月に株式会社Thaを退社し、株式会社Art & Mobileを設立した。
2013年には株式会社THE GUILDを設立。2017年に株式会社ピースオブケイク（現在のnote株式会社）のCXOに就任した。2025年に開学したZEN大学においては知能情報社会学部の客員講師を兼任していた。

## 主な作品
- note - CXOを務める。
- minne - GMOペパボが提供するハンドメイド作品の通販サイト。UI・UX顧問を担当[11]
- 日本経済新聞 - 電子版及び紙面ビューアーのUIデザインを担当[12][13]

## 書籍
- .fla―Idea of Flash Creation（2006年2月、エクスメディア、ISBN 9784872835908） - 共著[14]
- Ajax 実装のための基礎テクニック（2006年4月、技術評論社、ISBN 9784774125794） - 共著[15]
- iPhoneのオモチャ箱 iPhone SDKプログラミング（2010年6月、ワークスコーポレーション、ISBN 9784862670854） - 共著[16]
- iPhoneアプリ設計の極意 ―思わずタップしたくなるアプリのデザイン（2011年6月、オライリージャパン、ISBN 9784873115023） - 監訳[17]
- モバイルデザインパターン― ユーザーインタフェースのためのパターン集（2012年9月、オライリージャパン、ISBN 978-4-87311-568-9） - 監訳[18]
- プロトタイピング実践ガイド スマホアプリの効率的なデザイン手法（2014年7月、インプレス、ISBN 9784844336242） - 共著[19]
- モバイルデザインパターン 第2版 ―ユーザーインタフェースのためのパターン集（2015年2月、オライリージャパン、ISBN 9784873117034） - 監訳[20]
- UI GRAPHICS ―世界の成功事例から学ぶ、スマホ以降のインターフェイスデザイン（2015年12月、ビー・エヌ・エヌ新社、ISBN 9784802510066） - 執筆[21]
- Generative Design with p5.js - [p5.js版ジェネラティブデザイン] ―ウェブでのクリエイティブ・コーディング（2018年6月、ビー・エヌ・エヌ新社、ISBN 9784802510974） - 監修[22]
- 先読み！IT×ビジネス講座　画像生成AI（2023年3月、インプレス、ISBN 978-4295016267） - 共著[23]

## 出演
- Z STUDIO SENSORS #3【エンタメ・クリエイティブの最先端番組】 - 2023年6月22日[24]